# إد بولاند
إد بولاند (بالإنجليزية: Ed Boland)‏ هو لاعب كرة قاعدة أمريكي، ولد في 18 أبريل 1908 في لونغ آيلاند سيتي في الولايات المتحدة، وتوفي في 5 فبراير 1993 في كليرواتر في الولايات المتحدة.

## وصلات خارجية
- إد بولاند على موقعبيزبول رفرنس.كوم (الدوري الرئيسي) (الإنجليزية)